# فدراسیون آسیایی کاراته
فدراسیون آسیایی کاراته (AKF) مجمعی است متشکل از فدراسیون های کاراته ۳۹ کشور آسیایی که زیر نظر فدراسیون جهانی کاراته به فعالیت می پردازد. این فدراسیون یک نهاد غیر انتفاعی محسوب شده و طبق منشور المپیک برپایه ورزش آماتور بنا نهاده شده است و مسابقات کاراته قهرمانی آسیا را برگزار می کند.

## تاریخچه
این فدراسیون در سال ۱۹۷۳ با عنوان APUKO (Asian Pacific Union of Karatedo Organizations) تشکیل شد. در سال ۱۹۹۲ و پس از اینکه فدراسیون جهانی کاراته World Union of Karate-Do Organizations (WUKO) توسط IOC پذیرفته شد به عنوان AUKO (Asian Union of Karatedo Organizations) تغییر نام داد. در سال ۱۹۹۹ و همگام با فدراسیون جهانی که از World Union of Karate-Do Organizations (WUKO) به World Karate Federation (WKF) تغییر نام داد، این فدراسیون نیز به AKF (Asian Karatedo Federation) تغییر نام داد.

## فهرست کشورهای عضو فدراسیون آسیایی کاراته
| - افغانستان - بنگلادش - بحرین - برونئی - کامبوج - چین - هنگ کنگ - اندونزی - هند - ایران - اردن - ژاپن - قزاقستان | - کره جنوبی - کویت - لائوس - لبنان - ماکائو - مالزی - مغولستان - میانمار - نپال - پاکستان - فیلیپین - کره شمالی | - قطر - عربستان سعودی - سنگاپور - سری لانکا - سوریه - تایلند - تاجیکستان - تیمور شرقی - چین تایپه - امارات متحده عربی - ازبکستان - ویتنام - یمن |